# Râul Rusaia
Râul Rusaia este un curs de apă, afluent al râului Bistrița Aurie. 